# American Housewife
American Housewife est une série télévisée américaine en 103 épisodes de 22 minutes créée par Josh Berman, et diffusée entre le 11 octobre 2016 et le 31 mars 2021 sur le réseau ABC et depuis le 15 octobre 2016 sur le réseau CTV ou CTV Two au Canada.
En France, la série est disponible sur Disney+, mais  reste inédite dans les autres pays francophones.

## Synopsis
La série présente une mère de classe moyenne américaine voulant se démarquer des autres mères de Westport (Connecticut).

## Distribution

### Acteurs principaux
- Katy Mixon (VF : Vanina Pradier) : Katie Otto
- Diedrich Bader (VF : Arnaud Arbessier) : Greg Otto
- Meg Donnelly (VF : Camille Timmerman) : Taylor Otto (Johnny Sequoyah dans le pilote)
- Daniel DiMaggio (en) (VF : Tom Trouffier) : Oliver Otto
- Ali Wong (VF : Laura Préjean) : Doris
- Julia Butters (saisons 1 à 4) puis Giselle Eisenberg (saison 5) (VF : Juliette Davis (saisons 1-2) puis Lila Lacombe (saisons 3-5)) : Anna-Kat Otto
- Carly Hughes (en) (VF : Corinne Wellong) : Angela (saisons 1 à 4)

### Acteurs récurrents
- Carly Craig (VF : Léovanie Raud) : Tara Summers (depuis la saison 1)
- Jeannette Sousa (VF : Ingrid Donnadieu) : Suzanne (depuis la saison 1)
- Jessica St. Clair (VF : Barbara Beretta) : Chloe Brown Mueller (depuis la saison 1)
- Logan Pepper (VF : Damien Zanoly) : Cooper Bradford (depuis la saison 1)
- Wendie Malick (VF : Josiane Pinson) : Kathryn (saison 3, invitée saisons 1 et 2)
- Peyton Meyer (en) (VF : Gauthier Battoue) : Trip Windsor (depuis la saison 2)
- Evan O'Toole (VF : Enzo Ratsito) : Franklin (depuis la saison 2)
- Jerry Lambert (en) (VF : Guillaume Lebon) : le principal Ablin (depuis la saison 2)
- Nikki Hahn (VF : Clara Quilichini) : Gina Tuscadero (saisons 2 et 3)
- Isabel Gravitt (VF : Jessica Barrier) : Alice McCarthy (saison 1)
- Amarr M. Wooten (VF : Geoffrey Loval) : Eyo (saison 1, invité saison 2)
- Leslie Bibb (VF : Valérie Siclay) : Viv (saison 1, invitée saisons 2 et 3)
- George Hamilton (VF : Patrick Préjean) : Spencer Blitz[6] (saison 2)
- Kate Flannery (VF : Marie-Christine Robert) : Sandy (saison 1)
- Timothy Omundson (VF : Serge Faliu) : Stan Lawton (saison 1)
- Victoria Justice (VF : Diane Dassigny) : Harper (invitée saison 3, épisode 8)
- Holly Robinson Peete (VF : Géraldine Asselin) : Tami[7] (saison 5)
- Jake Choi (en) (VF : Alexandre Gillet) : J.D.[8] (saison 5)

- Version française
  - Société de doublage : Dubbing Brothers
  - Direction artistique : Marie-Eugénie Maréchal, Valérie Siclay, Olivia Luccioni, Laurence Sacquet et Patricia Legrand
  - Adaptation des dialogues : Léa Benguigui, Carole Candinot, Rachel Campard, Milan Tournié et Célestine Perret

 Source et légende : version française (VF) sur RS Doublage et Doublage Séries Database

## Production

### Développement
Le projet de série a débuté le 18 septembre 2015, pour le réseau ABC avec l'acquisition du projet sous le titre The Second Fattest Housewife In Westport.
Le 28 janvier 2016, ABC commande un épisode pilote, pour la saison 2016/2017.
Le 12 mai 2016, le réseau ABC annonce officiellement après le visionnage du pilote, la commande du projet de série avec une commande initiale de treize épisodes, pour une diffusion lors de la saison 2016 / 2017. Lors des Upfronts, elle adopte son titre actuel.
Le 17 mai 2016, lors des Upfronts 2016, ABC annonce la diffusion de la série pour l'automne 2016.
Le 28 juin 2016, ABC annonce la date de lancement de la série au 11 octobre 2016.
Le 4 novembre 2016, ABC commande neuf épisodes supplémentaires, soit une saison complète de 22 épisodes,.
Le 13 décembre 2016, ABC prolonge la saison d'un épisode supplémentaire portant finalement la saison à 23 épisodes.
Le 11 mai 2017, la série est renouvelée pour une deuxième saison avec une commande initiale de 22 épisodes.
Le 31 octobre 2017, ABC annonce une commande de deux épisodes supplémentaires amenant la saison 2 à un total de 24 épisodes.
Le 11 mai 2018, la série est reconduite pour une troisième saison par ABC.
Le 10 mai 2019, la série est renouvelée pour une quatrième saison.
Le 21 mai 2020, la série est renouvelée pour une cinquième saison.
ABC annule la série le 14 mai 2021.

### Casting
L'annonce de la distribution des rôles a débuté le 17 février 2016, avec l'arrivée de Katy Mixon, dans le rôle de Katie.
Début mars 2016, Carly Hughes rejoint la série dans le rôle d'Angela, suivie par Ali Wong qui sera Doris, Diedrich Bader lui emboîte rapidement le pas en obtenant le rôle de Greg Otto.
Le 27 juillet 2016, Meg Donnelly rejoint la distribution dans le rôle de Taylor en remplacement de Johnny Sequoyah.
En septembre 2020, Julia Butters quitte la série, elle est remplacée par Giselle Eisenberg. Il est annoncé en novembre que Carly Hughes a quitté la série, étant victime de discrimination. Les scènes où elle apparaît dans la première de la cinquième saison ont été tournées en mars, avant l'arrêt causé par la pandémie de Covid-19 aux États-Unis.

## Épisodes

### Première saison (2016-2017)
1. Pilot
2. The Nap
3. Westport Zombies
4. Art Show
5. The Snub
6. The Blow-Up
7. Power Couple
8. Westport Cotillion
9. Krampus Katie
10. The Playdate
11. The Snowstorm
12. Surprise
13. Then and Now
14. Time for Love
15. The Man Date
16. Bag Lady
17. Other People's Marriages
18. The Otto Motto
19. The Polo Match
20. The Walk
21. The Club
22. Dude, Where's My Napkin?
23. Can't Hide it Anymore

### Deuxième saison (2017-2018)
Elle a été diffusée du 27 septembre 2017 au 16 mai 2018.
1. Back to School
2. Boar-Dain
3. The Uprising
4. The Lice Storm
5. Boo-Who?
6. The Pig Whisperer
7. Family Secrets
8. Gala Auction
9. The Couple
10. Blue Christmas
11. Blondetourage
12. Selling Out
13. The Anniversary
14. Midlife Crisis
15. The Mom Switch
16. Field Day
17. All Coupled Up
18. The Venue
19. It's Hard to Say Goodbye
20. The Inheritance
21. It's Not You, It's Me
22. Sliding Sweaters
23. Finding Fillion
24. The Spring Gala

### Troisième saison (2018-2019)
Elle a été diffusée du 26 septembre 2018 au 21 mai 2019.
1. Mom Guilt
2. Here We Go Again
3. Cheaters Sometimes Win
4. Enemies: An Otto Story
5. Trust Me
6. Body Image
7. The Code
8. Trophy Wife
9. Highs and Lows
10. Saving Christmas
11. The Things You Do
12. Disconnected
13. Mo' Money, Mo' Problems
14. Baby Crazy
15. American Idol
16. Insta-Friends
17. Liar Liar, Room on Fire
18. Phone Free Day
19. Grandma's Way
20. Field Trippin'
21. Locked in the Basement
22. The Dance
23. A Mom's Parade

### Quatrième saison (2019-2020)
Elle est diffusée depuis le 27 septembre 2019.
1. The Minivan
2. Bed, Bath & Beyond Our Means
3. Bigger Kids, Bigger Problems
4. Lasagna
5. The Maze
6. Girls' Night Out
7. Flavor of Westport
8. Women in Business
9. Hip to Be Square
10. The Bromance Before Christmas
11. One Step Forward, Three Steps Back
12. Wildflower Girls
13. The Great Cookie Challenge
14. A Very English Scandal
15. In My Room
16. The Battle for Second Breakfast
17. All is Fair in Love and War Reenactment
18. Senior Prank
19. Vacation!
20. Prom

### Cinquième saison (2020-2021)
Elle est diffusée depuis le 28 octobre 2020.
1. Graduation (finale de la 4e saison)
2. Psych
3. Coupling
4. Homeschool Sweet Homeschool
5. Kids These Days
6. Mother's Little Helper
7. Under Pressure
8. Encourage, Discourage
9. The Heist
10. Getting Frank with the Ottos
11. The Guardian
12. How Oliver Got His Groove Back
13. The Election